# Sun City (prison)
Pour les articles homonymes, voir Sun City.
Sun City est un établissement pénitentiaire sud-africain. Il se trouve à Naturena, à 6 km du centre de Johannesburg (quartier (en) de Johannesburg South (en)), dans la province de Gauteng.

## Événements
Le 21 juin 2017, une animation un peu spéciale se tient au sein de l'établissement. Ce jour est réservé à la fête de la jeunesse commémorant les émeutes de Soweto de 1976. À l'initiative de surveillants pénitentiaires, dans le cadre des festivités, deux strip-teaseuses viennent faire une représentation. Leur performance devant les détenus provoque un tollé en Afrique du Sud, pays connaissance un très fort taux de criminalité.
La direction de l'établissement sanctionne les treize personnels à l'initiative de la démarche et présente des excuses publiques aux Sud-Africains, dont l'indignation envahit les réseaux sociaux.